# Edimburg dels Set Mars

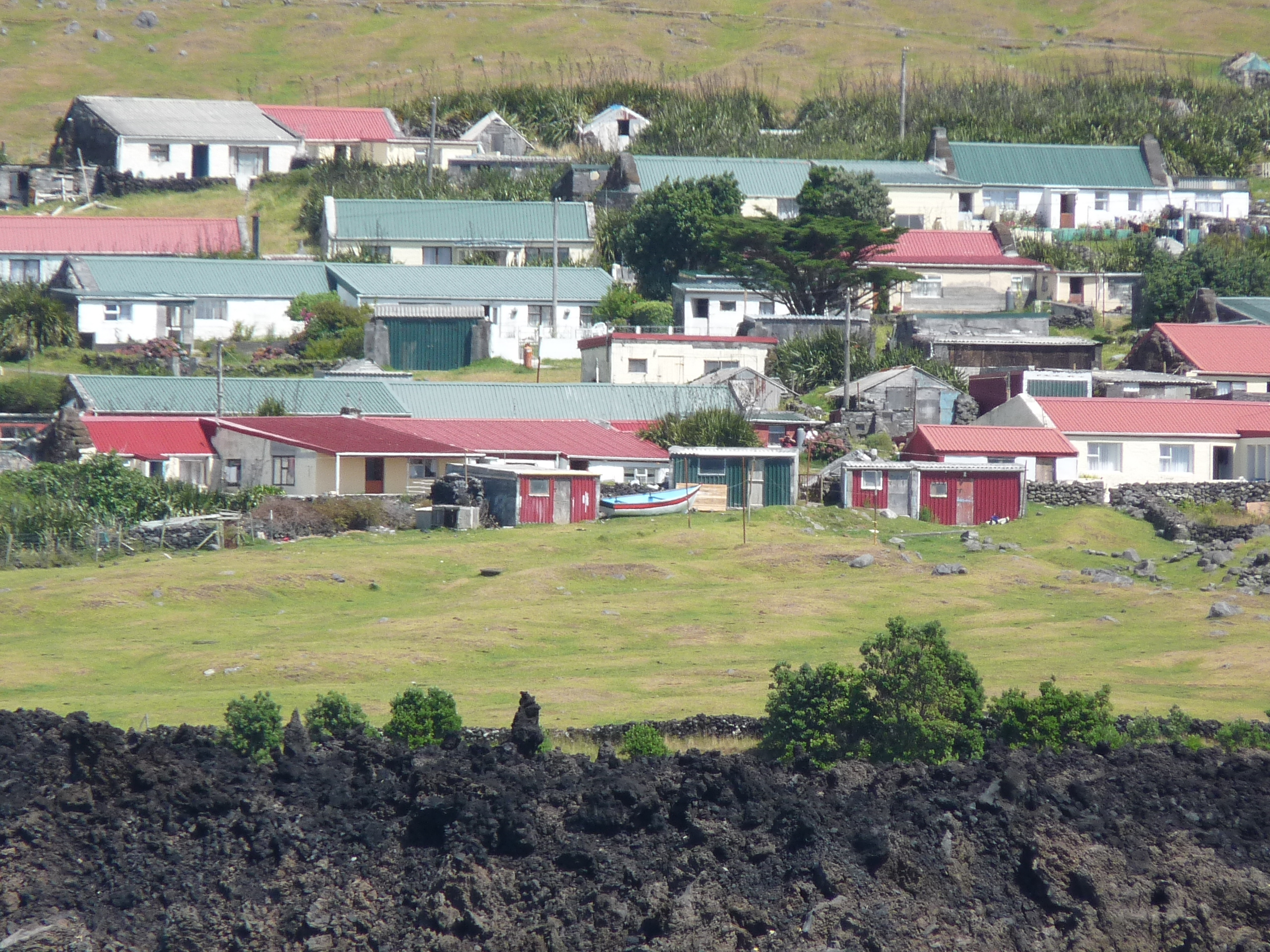
Vista parcial

Edimburg dels Set Mars (en anglès i oficialment: Edinburgh of the Seven Seas) és el principal assentament de l'illa Tristan da Cunha, un territori depenent de Santa Helena, Ascensió i Tristan da Cunha i, conseqüentment, del Regne Unit. Fou anomenat així en honor de la visita que va fer el Príncep Alfred, Duc d'Edimburg, el 1867 en el seu viatge al voltant del món recorrent les diferents possessions britàniques d'ultramar. Els illencs el denominen simplement L'Assentament.
Va ser fundat el 1815 amb el nom de Fort Malcom per evitar que, des de Tristan da Cunha, les tropes franceses intentessin assaltar l'illa de Santa Helena on Napoleó complia el seu exili.
També és conegut per ser considerat pel Llibre Guinness de Rècords com l'assentament humà estable més remot del planeta, ja que el més proper està a Santa Helena, a 2.173 km al nord.
A Edimburg dels Set Mars resideix l'administrador de Tristan da Cunha i la majoria de la població de l'illa, uns 270 habitants. Té un petit port on només poden fondejar petites embarcacions. A més, és on es troben tots els serveis de l'illa, com l'oficina de correus, l'escola, o el centre local de reunions.